# أضلاع اللحم

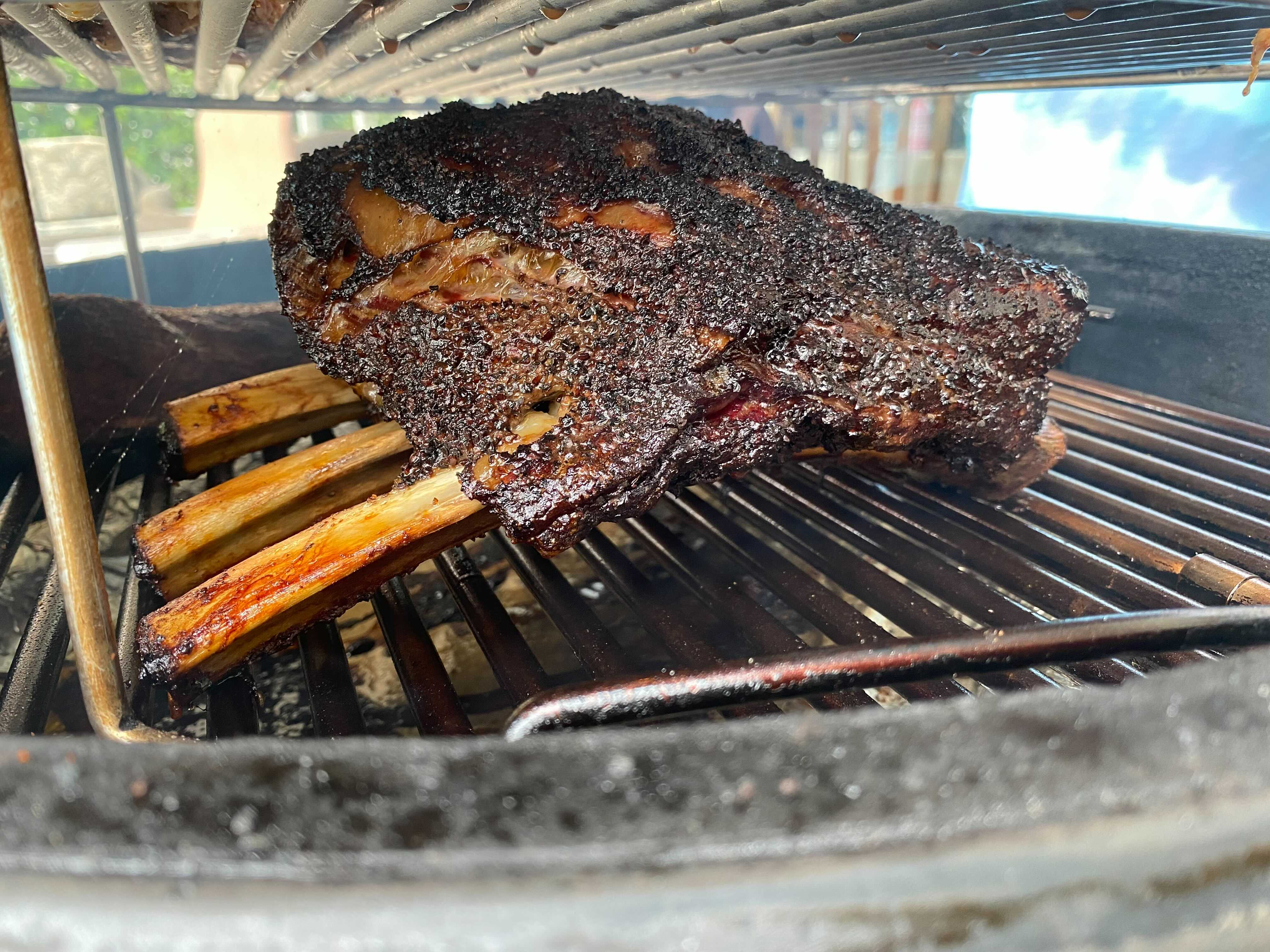
شوي وتدخين ضلوع لحم البقر

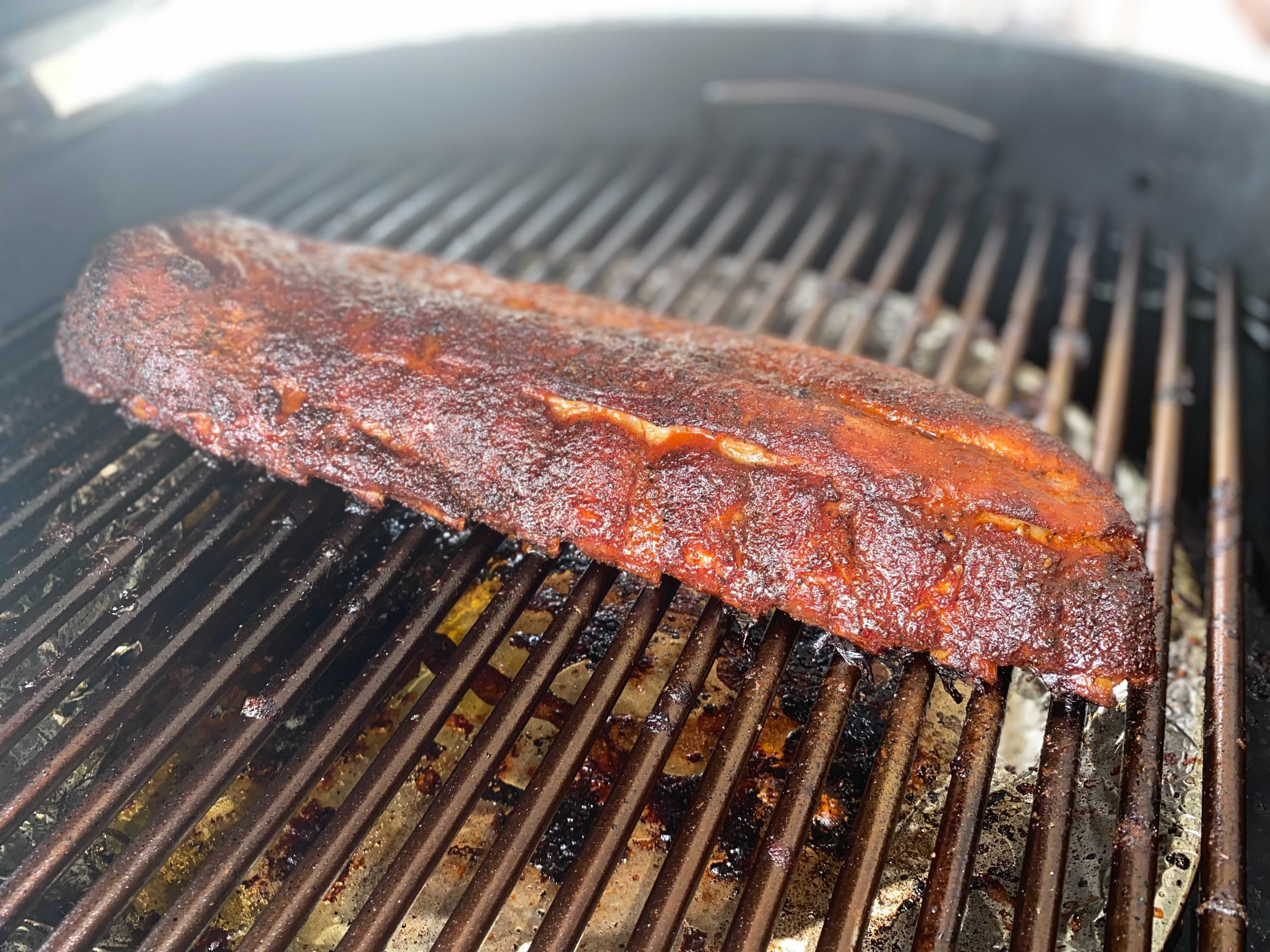
تدخين أضلاع اللحم

وجبة اضلاع اللحم Ribs ( لحم الخنزير ولحم البقر والضأن ولحم الغزال ) هي قطع من اللحم. والاضلع عبارة عن الاجزاء الأقل لحما من القطع، وتتم عملية تقطيعه الى الواح ويتم طهيه على شكل لوح (ولا يتم تقطيعه إلى أضلاع منفصلة). حيث تحظى اضلاع اللحم بشهرة كبيرة في دول العلم المختلفة مثل أضلاع لحم البيسون والماعز والنعام والتمساح واللاما والألبكة ولحم البقر والجاموس الأفريقي وجاموس الماء والكنغر والغزلان وغيرها من الحيوانات.
وتختلف طرق طهيها على حسب رغبة الفرد حيث يمكن تحميصها أو شويها أو قليها أو خبزها أو سلقها او تدخينها، وتسمى مجموعة الأضلاع التي يتم تقدم معا (5 أو أكثر) باسم رف الأضلاع).
وفيما يتعلق الامر باضلاع لحم الخنزير التي يتعرض لنقصان الكمية في الاسواق في القرن التاسع عشر ادى تعبئة لحم الخنزير في براميل خشبية لتفادي صعوبة حصول تجار اللحم على الاضلع الرقيقة وتساعد عملية تعبئة الخنازير بهذا الشكل بالحصول على الاضلع بتكلفة اقل، وفي القرن العشرين صارت الأضلاع المشوية اكثر شيوعا مما ساعد تجميدها بالشكل التقني الى سهولة وفرتها. حيث كانت تستهلك أضلاع لحم الخنزير المشوية قبل عملية التجميد كجزء من "تحميص الخنزير" بالكامل وغالبا ما يتم شواء خنزير كامل في حفرة.
إن المتعارف عليه في المطبخ الأمريكي عادة يتم شوي أضلاع لحم الخنزير أو أحيانا أضلاع اللحم البقري او تحميصها لمدة تستغرق حوالى 10-12ساعة لتصبح اكثر طراوه، والتي يتم تقديمها مع صلصات الشواء المختلفة. ويتم تقديمها على شكل الرف من اللحم كما ذكرنا سابقا، ويتم تفتيتها من العظم واكلها باليد.